# クルマンジー版ウィキペディア
クルマンジー版ウィキペディア(接頭辞:ku)は、クルド語の方言であるクルマンジーで書かれたウィキペディアである。このウィキペディアは、2004年1月7日に作成された最初のクルド語のウィキペディアであり、2009年8月12日にソラニー版ウィキペディア(接頭辞:ckb) がこのウィキペディアから分割された。クルマンジー版ウィキペディアには、2025年3月現在、79,264個のユーザー アカウント、3個の管理者アカウント、90,278個の記事がある。

## 関連記事
- ckb:ویکیپیدیای کوردی(クルド語ウィキペディア)
- ソラニー版ウィキペディア
- ckb:ویکیپیدیای کوردیی زازاکی(サザキ版ウィキペディア)